# Daniel Kjellin
Daniel Kjellin, född 1 november 1867 i Mora socken, död 20 januari 1909 i Stockholm, var en svensk blindvårdspionjär.
Daniel Kjellin var son till kronofogden Per Philip Kjellin och Johanna Katarina Boëthius. Genom olyckshändelse under lek med en kniv blev Kjellin blind vid tre års ålder. Han undervisades först av fadern och studerade några terminer omkring 1880 vid Institutet för blinda där han lärde sig den brailleska punktskriften. Han kom därefter till läroverket i Falun, där han blev intresserad av litteratur och språk och överförde engelska böcker till punktskrift. Snart visade sig hans praktiska begåvning, främst genom konstruktion av en handdriven stereotyperingsmaskin, som framställde punktskrift i tättryck på papprets båda sidor. Sedan Kjellin av sin släkting Vilhelm Kôersner fått en tryckpress, kunde han i mars 1895 i Stockholm utge De blindas veckoblad (från 1900 tillsammans med Alrik Lundberg). Tidningen fick 1900 årligt statsbidrag och snart även anslag från större städer och samtliga landsting, blev 1913 organ för De blindas förening och skickades kostnadsfritt till alla blinda i Sverige. Kjellin blev 1903 föreståndare för blindskriftstryckeriet i Stockholm samt var styrelseledamot i De blindas förening från 1897 och sekreterare där från 1906. Kjellin utförde ett banbrytande arbete för synskadade i Sverige men hans uppfinning kom efterhand att trängas undan av den tyska Hinzemaskinen.